# Ida Leskovar
Ida Leskovar (* 12. August 1987) ist eine kroatische Fußballspielerin.
Leskovar debütierte am 24. August 2004 in der kroatischen U-19 Juniorenauswahl der Damen gegen Slowenien. Bis zum 1. Oktober 2005 kam sie auf 10 Juniorenländerspiele. Sie debütierte am 29. Oktober 2005 gegen die Auswahl Bosnien-Herzegowinas in einem Class B EM-Qualifikationsspiel. Auch ihr zweites Länderspiel absolvierte sie gegen diesen Gegner. Einzige bekannte Stationen auf Vereinsebene sind der ZNK Dinamo-Maksimir Zagreb und ZNK Pregrada.